# ويليام بي. ألين
وليم باركلاي ألين (بالإنجليزية: William B. Allen)‏ (مواليد عام 1944) عالم سياسي أمريكي. شغل منصب أستاذ الفلسفة السياسية وعميد كلية جيمس ماديسون في جامعة ولاية ميشيغان في إيست لانسنغ بولاية ميشيغان، كما كان عضوًا في المجلس الوطني للعلوم الإنسانية في الفترة من 1984 حتى 1987، ورئيس لجنة الولايات المتحدة للحقوق المدنية من 1988 إلى 1989.
تخصص ألين وعمل في مجال الفلسفة السياسية، والحكومة الأمريكية، وعلم القانون، ويعد مرجعًا في مجال تعليم الفنون المتحررة.

## سيرته
ولد ألين في فرناندينا بيتش، فلوريدا عام 1944، وهو الأكبر بين اثني عشر طفلًا لواعظ في الكنيسة المعمدانية. خلال المرحلة الثانوية، درس العلوم في جامعة فيرجينيا، لكن اهتماماته تحولت إلى السياسة والفلسفة، وانتقل إلى كلية بيبردين، حيث تخرج فيها عام 1967 بدرجة البكالوريوس، ودرجة الماجستير عام 1968، وحصل لاحقًا على درجة الدكتوراه عام 1972 من جامعة كلاريمونت. في عام 1970-71، حصل على الزمالة في برنامج تعليم فولبرايت المتقدم في جامعة روان في فرنسا.
عُيّن أستاذًا مساعدًا في كلية الحكم والإدارة العامة في الجامعة الأمريكية عام 1971، وأصبح في العام التالي أستاذًا مساعدًا في كلية هارفي مود، وثُبّت في عمله عام 1976، كما رُقّي في نفس العام إلى درجة أستاذ مشارك، وإلى أستاذ متفرغ عام 1983-94.
كان ألين عضوًا في المجلس الوطني للعلوم الإنسانية في الفترة من عام 1984 حتى 1987، واستقال منه ليشغل مقعدًا في لجنة الولايات المتحدة للحقوق المدنية، حيث خدم فيها حتى عام 1992، شغل خلالها منصب رئيس اللجنة خلال الفترة من 8 أغسطس 1988 حتى 23 أكتوبر 1989.
عمل ألين عميدًا وأستاذًا في كلية جيمس ماديسون في جامعة ولاية ميشيغان في الفترة من عام 1993 حتى 1998. في ظل إدارته، اكتسبت الكلية تقديرًا وطنيًا واسعًا بصفتها مركزًا للتعليم الليبرالي المتحرر، وكانت الحياة التعليمية والطلابية في غاية الحيوية، كما زادت إنتاجية المعلمين. في السنة التالية، شغل منصب المدير التنفيذي لمجلس الدولة للتعليم العالي في فيرجينيا، وخلال فترة ولايته، أعيد تنظيم موظفي المجلس وعملياته بشكل شامل، مع التركيز على التزامين قانونيين، هما: توصيات السياسة العامة، وإدارة البرامج التعليمية، كما وضع المجلس تحت توجيهاته خطة إستراتيجية رئيسة، وصيغة تمويل وتقييم للبرامج، وتوصيات عامة بشأن التعليم، ونجح في زيادة المسائلة عبر جعل الكليات أكثر مسؤولية عن أموال الدولة التي تحصل عليها على جدول الأعمال في ولاية فرجينيا مثلًا.
في عام 2002-05، عمل ألين مديرًا لبرنامج في السياسة العامة والإدارة في جامعة ولاية ميشيغان، وفي عام 2004-06 شغل منصب رئيس الفريق المعني بتحسين التعليم الجامعي في جامعة ولاية ميشيغان.
عمل أيضًا في مجالس إدارة مؤسسة هوفر (1995-) وكلية سانت جون (1989-). ومنذ عام 2002، شغل منصب المستشار الأكاديمي وعضو هيئة التدريس في معهد المواطنة المسؤولة في واشنطن العاصمة.
شارك ألين في تأسيس مؤسسة «نحو ميشيغان عادلة» المهتمة في تعزيز فهم قضايا تكافؤ الفرص التي تنطوي عليها عملية ضمان الحقوق المدنية لجميع المواطنين، وتوفير منتدى مدني لتبادل عادل ومفتوح للآراء حول مسألة التمييز الإيجابي.
ألين هو والد العالمة السياسية دانيال ألين.